# Couret
Couret är en kommun i departementet Haute-Garonne i regionen Occitanien i södra Frankrike. Kommunen ligger i kantonen Aspet som tillhör arrondissementet Saint-Gaudens. År 2022 hade Couret 229 invånare.

## Befolkningsutveckling
Antalet invånare i kommunen Couret
Referens:INSEE